# 1997년 COSAFA컵
1997년 COSAFA컵은 남아프리카 축구 협의회의 팀들이 모여 참가한 첫 번째 COSAFA컵 대회이다.

## 참가국
| - 나미비아 - 레소토 - 말라위 | - 모잠비크 - 보츠와나 - 스와질란드 | - 잠비아 - 짐바브웨 - 탄자니아† |

†: 초청팀.
불참:  남아프리카 공화국,  앙골라.

## 예비 라운드
이 단계는 단판으로 경기를 치러서 결선 라운드에 진출할 팀을 결정하는 단계이다. 경기 장소는 무작위로 선정하여 서로 대결하는 두 팀 중 한 팀의 경기장에서 치른다.
| 팀 1       | 결과           | 팀 2     |
| ---------- | -------------- | -------- |
| 보츠와나   | 1 - 4          | 말라위   |
| 레소토     | 0 - 2          | 잠비아   |
| 스와질란드 | 0 - 4          | 모잠비크 |
| 나미비아   | 2 - 1 (연장전) | 짐바브웨 |
| 탄자니아   | 부전승         |          |

| 보츠와나 | 1 : 4 | 말라위 |
| -------- | ----- | ------ |
|          |       |        |

| 레소토 | 0 : 2 | 잠비아 |
| ------ | ----- | ------ |
|        |       |        |

| 스와질란드 | 0 : 4 | 모잠비크 |
| ---------- | ----- | -------- |
|            |       |          |

| 나미비아 | 2 : 1 (연장) | 짐바브웨 |
| -------- | ------------ | -------- |
|          |              |          |

- 말라위, 잠비아, 모잠비크, 나미비아 결선 라운드 진출.
- 탄자니아 부전승으로 결선 라운드 자동 진출.

## 결선 라운드
이 단계는 리그전으로 치러졌는데, 라운드 로빈 방식과 홈 앤드 어웨이 방식의 혼합이다. 단판승부로 경기를 치르되, 특정 개최국 없이 한 팀의 4경기 중 2경기는 홈 구장에서 치르고 나머지 2경기는 원정팀 국가의 구장에서 치렀다.
| 순위 | 팀       | 승점 | 경기 | 승 | 무 | 패 | 득 | 실 | 득실 |
| ---- | -------- | ---- | ---- | -- | -- | -- | -- | -- | ---- |
| 1    | 잠비아   | 8    | 4    | 2  | 2  | 0  | 9  | 4  | +5   |
| 2    | 나미비아 | 6    | 4    | 1  | 3  | 0  | 6  | 3  | +3   |
| 3    | 모잠비크 | 5    | 4    | 1  | 2  | 1  | 7  | 5  | +2   |
| 4    | 탄자니아 | 3    | 4    | 0  | 3  | 1  | 4  | 7  | −3   |
| 5    | 말라위   | 2    | 4    | 0  | 2  | 2  | 5  | 12 | −7   |

## 우승
| 1997년 COSAFA컵     |
| ------------------- |
| 잠비아 첫 번째 우승 |